# Meurtres en pays d'Oléron
Pour plus de détails, voir Fiche technique et Distribution.
Meurtres en pays d'Oléron est un téléfilm français réalisé par Thierry Binisti, dans la collection Meurtres à... et diffusé pour la première fois en Belgique, le 11 mars 2018 sur La Une, en Suisse, le 16 mars 2018 sur RTS Un et, en France, le 17 mars 2018 sur France 3. Son intrigue se déroule dans le bassin ostréicole de Marennes-Oléron, dans la presqu'île d'Arvert, au nord-nord-ouest de Royan.

## Synopsis
Judith Valeix, capitaine de gendarmerie, enquête sur le meurtre d'un sexagénaire, patron d'une entreprise ostréicole, retrouvé poignardé dans un cimetière protestant abandonné. Le corps est nu, disposé en position fœtale et à côté du cadavre est posée une coquille d’huître dans laquelle le nom du mort est gravé. En collaboration avec le médecin légiste, ancien chirurgien militaire et natif du pays, Vincent Lazare, son enquête la conduira à rouvrir le dossier d'une disparition non élucidée, celle d'une jeune femme issue de la communauté de "la Petite Eglise", disparition qui s'était produite vingt-huit ans auparavant.

## Fiche technique
- Réalisation : Thierry Binisti
- Scénario : Jean-Marc Taba, Marc Antoine Laurent et Frédéric Faurt
- Photographie : Michel Benjamin
- Montage : Jean-Paul Husson
- Musique : Olly Gorman
- Production : Christian Gerin
- Sociétés de production : 17 juin fiction, AT-Production, RTBF, avec la participation de France Télévisions, TV5 Monde, la RTS et du CNC
- Pays d'origine :  France
- Langue originale : Français
- Genre : Policier
- Durée : 90 minutes
- Date de diffusion : 
  -  Belgique : 11 mars 2018 sur La Une[1]
  -  Suisse : 16 mars 2018 sur RTS Un[2]
  -  France : 17 mars 2018 sur France 3

## Collection
- Meurtres en Pays d'Oléron est le cinquième épisode de la saison 5 de la collection Meurtres à....

## Distribution
- Hélène Seuzaret : Capitaine Judith Valeix
- Michel Cymes : Docteur Vincent Lazare
- Murielle Huet des Aunay : Lisa
- Kalvin Winson : Simon
- Ludmila Mikaël : Marianne, mère de Judith Valeix
- Christian Caro : Lucien Godart
- Vincent Deniard : Dominique Milas
- Antoine Basler : Gilbert Réallon
- Chantal Ravalec : Nicole Lazare
- Philippe Crespeau : Henri Lazare
- Patrick Hauthier : Olivier
- Brigitte Aubry : Nadine Malvert
- Jean Mourière : médecin
- Dominique Courait : Michel Courtois
- Jean-Marc Druet : Poujol
- Richard Ecalle : le Radar
- Julien Boissier-Descombes : Gendarme Texier
- Franck Beckmann : Marc Milas
- Marie Broche : l’employée des Archives

## Lieux de tournage
Le tournage s'est effectué dans plusieurs localités de la presqu'île d'Arvert (essentiellement Mornac-sur-Seudre, où se déroule l'essentiel de l'intrigue, et ses proches environs : Breuillet, Chaillevette, Étaules et Arvert) du 13 novembre au 11 décembre 2017.

## Autour du tournage
Le téléfilm évoque, à travers le personnage de la mère de Lisa, la communauté de la Petite Église des Deux-Sèvres, une église anticoncordataire issue des suites de la Révolution française qui est liée à l’histoire locale en y laissant son empreinte au niveau des mentalités, de la culture locale comme de la politique.
Les locaux présentés comme ceux de la gendarmerie sont en réalité le complexe culturel « Les salles du Port » de Mornac-sur-Seudre. La véritable gendarmerie du secteur est située à La Tremblade.
Après une apparition dans La Vérité si je mens ! 3, deux courts-métrages et son propre rôle dans Y'a pas d'âge, le médecin ORL Michel Cymes a accepté ce rôle par défi et pour s'amuser.
Erreur des costumiers : Simon présenté comme sous-lieutenant par Lisa, porte durant tout le téléfilm des galons de maréchal des logis.

## Sortie DVD
Le téléfilm sort en DVD le 3 avril 2019.  

## Audience
- France : 5,18 millions de téléspectateurs[4](première diffusion) (23.3 % de part d'audience).